# Alexandru Rațiu
Alexandru Rațiu (n. 4 mai 1916, Scalp Level — d. 25 iulie 2002, Aurora) a fost un preot greco-catolic român american, autor și deținut politic în România comunistă.

## Viața și activitatea
Alexandru Rațiu s-a născut la Scalp Level, Pennsylvania, Statele Unite ale Americii, părinții săi fiind Elisabeta Chindriș și Grigore Rațiu.
În 1921 se întoarce cu familia în România, stabilindu-se în Moftinul Mic. A studiat filosofia la Oradea, după care a fost trimis pentru studii la Roma, la Colegiul Pio Romeno, și la Propaganda Fide, unde și-a luat doctoratul în teologie. A fost hirotonit preot la Roma, în data de 20 iulie 1941, pentru Eparhia de Oradea Mare.

La jumătatea anilor 1940 Alexandru Rațiu a preluat postul de paroh la Giurtelecu Șimleului de la Ioan Taloș. Giurtelecu Șimleului se află la doar câțiva kilometri de Șimleu Silvaniei. În această perioadă,  
„ca preot, am fost foarte activ, atât de activ încât atunci când conducerea locală de partid [a PNȚ] i-a instruit pe tineri să formeze o organizație de partid în Șimleu Silvaniei, tinerii m-au ales pe mine drept conducător. Acest lucru se pare că i-au înfuriat la culme pe comuniști, așa că am fost arestat și închis pentru un an”.

După eliberare devine paroh al Bisericii Seminarului din Oradea, dar a fost arestat din nou în octombrie 1948, dus la Mănăstirea Căldărușani, apoi la Închisoarea Sighet, Închisoarea de la Gherla și Închisoarea Jilava, în lagărele de la Stoenești și Lățești (în total 16 ani). 
A beneficiat de amnistierea deținuților politici din anul 1964. În 1971 a revenit în Statele Unite ale Americii, unde a publicat lucrarea memoralistică Stolen Church. Martyrdom in Comunist Romania, Hungtinton, Indiana, 1979, tradusă și în limba română în 1990, la Editura Argus din Cluj, sub titlul Biserica furată.

## Cărți
- Alexander Ratiu and William Virtue, Stolen Church. Martyrdom in communist Romania (Huntingdon, Indiana: Our Sunday Visitor, Inc., 1979).
- Alexandru Rațiu, Biserica Furată (Cluj-Napoca: Ed. Argus, 1990).
- Alexandru Rațiu, Persecuția Bisericii Române Unite (Oradea: Imprimeria de Vest Publishing House, 1994).
- Alexandru Rațiu, Memoria închisorii Sighet. Editor Romulus Rusan, Editura Fundației Academia Civică, București 1999. ISBN 978-973-98437-5-1.